# Bert Hermelink
Bert Hermelink (Oldenzaal, 2 februari 1954) is een Nederlands toetsenist, tekstschrijver en cabaretier.

## Biografie

### Jeugd en opleiding
Hermelink werd geboren in Oldenzaal en groeide op in een katholiek gezin van vijf kinderen. Op zijn zevende kreeg hij zijn eerste pianolessen. Op zijn tiende maakte hij zijn debuut op het kerkorgel van de Heilige Drie-eenheidskerk. Hij doorliep de HBS(-B) aan het Carmellyceum in Oldenzaal en volgde daarna het 1e jaar van de opleiding werktuigbouwkunde aan de HTS in Enschede. Hierna ging hij naar de Landbouwuniversiteit in Wageningen, waar hij landschapsarchitectuur en planologie studeerde en die studie in 1980 afrondde.

### Carrière
Hermelink richtte in 1978 samen met Bert Vermaas, Huub van Melick, Joost Witte en Jan Verver de popgroep Toontje Lager op. Dit gebeurde nadat hij met Bert Vermaas eenmalig had opgetreden met de gelegenheidsband Maandverband. Witte en van Melick kwamen op het idee dit wat serieuzer aan te pakken. Hermelink was toetsenist van de band en schreef in eerste instantie samen met Bert Vermaas de liedjes. In 1980 werden zanger Bert Vermaas en gitarist Jan Verver vervangen door respectievelijk Erik Mesie en Gerard de Braconier.
Hermelinks bekendste nummers zijn "Stiekem gedanst", "Zoveel te doen", "Net als in de film", "Ben jij ook zo bang" en "Vroeg of laat". Twee jaar later, in 1985, ging de groep uit elkaar, waarna hij ging optreden als cabaretier. Hij meldde zich in 1998 aan voor het Leids Cabaret Festival, waar hij vervolgens de finale behaalde. Het trad tot 2007 op door heel het land. In 2005 produceerde hij het debuutalbum Dingen te doen van Martin Groenewold. Ook schreef hij veel liedjes voor hem. In maart 2008 volgde de cd Zoiets moet het zijn, in 2011 gevolgd door Pantoffelheld op oorlogspad en Luxeproblemen in 2016. Tussendoor bracht hij in 2015 samen met zangeres Chris Helsloot het album Grijs uit.

### Privé
Hermelink woont in Deventer, waar hij ook zijn eigen muziekstudio heeft.

## Discografie

### Albums
- 2005 - Dingen te doen
- 2008 - Zoiets moet het zijn
- 2011 - Pantoffelheld op oorlogspad
- 2013 - Daarom
- 2015 - Grijs
- 2016 - Luxeproblemen

### Singles
- 2005 - Blijf van d’r af
- 2005 - Oosterpark 2011
- 2006 - Je weet niet wat je mist
- 2008 - Zoiets moet het zijn
- 2009 - Twaalfduizend-en-één-nacht
- 2010 - Zin om je te zien
- 2011 - Jouw liedje
- 2011 - Abonnement op de lente
- 2013 - Daarom
- 2013 - Fijn dagen
- 2014 -  Alleen maar winnaars
- 2015 - Luxeproblemen
- 2015 - Grijs